# The Bride's Play
The Bride's Play er en amerikansk stumfilm fra 1922 af George Terwilliger.

## Medvirkende
- Marion Davies som Enid of Cashell / Aileen Barrett
- John B. O'Brien som Marquis of Muckross
- Frank Shannon som Sir John Mansfield
- Wyndham Standing som Sir Fergus Cassidy
- Carl Miller som Bulmer Meade
- Richard Cummings som John Barrett
- Eleanor Middleton som Bridget